# Avahi mooreorum
Avahi mooreorum, lémur lanudo de Moore, es una especie de mamífero primate de la familia Indriidae. Como todos los lémures es endémico de Madagascar y se distribuye al noroeste de la isla, en el parque nacional de Masoala.
Mide entre 28 y 33 cm más la cola que alcanza de 29 a 37 cm y pesa casi 1 kg. El dorso es marrón chocolate que se aclara hacia la base de la cola que es de color crema. Como todos los miembros del género posee una mancha blanca en el interior de las patas traseras. Ventralmente es de color grisáceo y la cola es de color marrón rojiza. La cabeza es más oscura que el dorso y posee una máscara facial menos marcada que en otras especies; tampoco se marca las cejas, aunque si se marca una ligera mancha blancuzca bajo las mandíbulas. Las orejas no son visibles y se mezclan con el resto de la cabeza.
Se encuentra en selvas primarias. Son nocturnos y arbóreos.
Su estatus en la Lista Roja de la UICN es de «especie en peligro de extinción», debido a su reducida área de distribución —menos de 2550 km²— muy fragmentada y en continuo declive. Además se ha constatado una disminución en el número de adultos.